# Laura Graves
Laura Graves (22 de julho de 1987) é uma ginete de elite estadunidense, especialista em adestramento, medalhista olímpica por equipes na Rio 2016.

## Carreira
Laura Graves por equipes conquistou a medalha de bronze montando Verdades, ao lado de Kasey Perry-Glass, Steffen Peters e Allison Brock .